# Luca Unbehaun
Luca Unbehaun (sinh ngày 27 tháng 2 năm 2001) là một cầu thủ bóng đá người Đức thi đấu ở vị trí thủ môn cho câu lạc bộ Borussia Dortmund.